# Choroedocus sparsus
Choroedocus sparsus är en insektsart som först beskrevs av Jean Guillaume Audinet Serville 1838.  Choroedocus sparsus ingår i släktet Choroedocus och familjen gräshoppor. Inga underarter finns listade i Catalogue of Life.